# Belényesújlak község
Belényesújlak község (románul: Comuna Uileacu de Beiuș) község Bihar megyében, Romániában. Központja Belényesújlak, beosztott falvai Belényesforró, Belényesvalány, Gyepüpataka.

## Népessége
A 2011-es népszámlálás adatai alapján a község népessége 2050 fő volt.